# 夢幻泉鄉
夢幻泉鄉 （英語：Fantasy Springs）為東京迪士尼海洋於2024年6月6日開始營業之園區 此園區以三部迪士尼動畫為主題，分別為1953年的小飛俠，2010年的魔髮奇緣及2013年的冰雪奇緣。夢幻泉鄉園區內包括四個景點、三間餐廳、一家商店和一家設置於園區內的新豪華酒店。幻想之泉的建設成本預計為3200億日圓，開發面積約14萬平方公里，是東京迪士尼度假區自2001年東京迪士尼海洋開幕以來規模最大的擴建工程。